# The Last Fight (Grimm)
The Last Fight (conocido como La última pelea en América hispana y El combate final en España) es el tercer episodio de la cuarta temporada de la serie de televisión estadounidense de drama-sobrenatural y policíaca: Grimm. El guion principal del episodio fue escrito por Sean Calder, mientras que la dirección general estuvo a cargo de Tawnia Mckiernan. 
El episodio se transmitió originalmente el 14 de noviembre del año 2014 por la cadena de televisión NBC. Mientras que en América Latina el episodio se estrenó el 1 de diciembre del mismo año por el canal Universal Channel.
En torno a un joven y exitoso boxeador, se producen una serie de muertes que Nick y Hank deben investigar, recurriendo una vez más a la ayuda de Trubel. Trubel descubre que el mánager del boxeador es un Schinderdiv que ha cometido los asesinatos, mientras que el boxeador y su entrenador son Heftigaurochs, un tipo de wesen parecido a un toro, pero que detestan pelear. En otra trama el capitán Renard pone en contacto a su madre Elizabeth Lascelles, una hexenbiest, con Monroe y Rosalee, para elaborar el antídoto que pueda revertir el hechizo con el que Adalind le quitó los poderes a Nick. Adalind por su parte ha encontrado a alguien en su calabozo, que le ofrece escapar. En la última escena dos hombres sospechosos se detienen frente al negocio hierbas de Rosalee y se colocan unas máscaras antes de entrar. Una cuarta trama sigue a la agente del FBI Chávez, quien le ha revelado a Truble que es una Steinadler y le ofrece formar parte, como Grimm, de un grupo que tiene como objetivo destruir la influencia wesen en la sociedad. Una quinta trama trata la preocupación de Juliette y el sargento Wu, ante la crisis sufrida por Nick cuando dejó de ver.

## Título y epígrafe
El título The Last Fight (La última pelea) se refiere a la trama policial principal, en la que el joven boxeador Clay Pittman, un Heftigaurochs, hace irreversible su decisión de no pelear nunca más.
El epígrafe del capítulo corresponde a la obra de teatro Macbeth, de William Shakespeare (Acto 1, escena 4).

Versión original en inglés
Stars, hide your fires; let not light see my black and deep desires.
Emisiones en español
HispanoaméricaEstrellas no brillen; que ninguna luz vea mis negros y profundos secretos.
EspañaAstros extinguíos; que no deje ver vuestra luz mis oscuros deseos.

El parlamento entero del que está tomada la cita, dice:

Versión original en inglés
-MACBETH.
[Aside.] The Prince of Cumberland! —That is a step,
On which I must fall down, or else o'erleap,
For in my way it lies. Stars, hide your fires!
Let not light see my black and deep desires:
The eye wink at the hand! yet let that be,
Which the eye fears, when it is done, to see.
Español

-MACBETH.
[A un lado.] ¡El Príncipe de Cumberland! —Este es un escalón,
Con el que tropezaré, si no lo salto,
Porque en mi camino está. ¡Estrellas, escondan sus fuegos!
No dejen que ninguna luz vea mis negros y hondos deseos:
El ojo no quiere ver lo que hace la mano! Entonces que se haga,
Lo que el ojo teme ver, cuando ya está hecho.

## Argumento
En el capítulo se desarrollan seis tramas. La trama principal es el caso policial semanal, al que alude el título, y se relaciona con el joven boxeador Clay Pittman, un Heftigaurochs que, por la propia naturaleza de este tipo de wesens, no desea pelear. Por esa razón, antes de cada pelea, su inescrupuloso mánager contrata matones para que lo enfurezcan y suba enfurecido al ring. En una de esas confrontaciones con matones, Clay le rompe la mandíbula a un exboxeador, que extorsiona al mánager; poco después es asesinado. Nick y Hank deben investigar y recurren una vez más a la ayuda de Trubel. Trubel descubre que el mánager del boxeador es un Schinderdiv que ha cometido los asesinatos. Cuando van a detenerlo, el schinderdiv ataca a Nick y a Hunt, quienes no tienen la capacidad para enfrentarlo. Es una vez más Truble la que interviene y vence al schinderdiv.
Durante el curso del capítulo, se desarrolla también la trama iniciada al finalizar el episodio anterior, cuando Truble es secuestrada por el grupo del FBI liderado por Chávez. Truble es llevada a un edificio abandonado donde la agente del FBI Chávez, le revela que es una Steinadler y le ofrece formar parte de un grupo secreto que tiene como objetivo destruir la influencia wesen en la sociedad, al que le interesa tener una Grimm en sus filas. Le pide que lo piense y que no le diga nada a nadie. Cuando Truble vuelve a ver a Nick no le comenta nada de todo eso.         
En la tercera trama el capitán Renard pone en contacto a su madre Elizabeth Lascelles, una hexenbiest, con Monroe y Rosalee, para elaborar el antídoto que pueda revertir el hechizo con el que Adalind le quitó los poderes a Nick. Juntos los tres, encuentran el libro del que Adalind tomó el hechizo y se dirigen a la tienda de especias de Rosalee, para realizar la poción. Mientras lee el libro, Elizabeth se pregunta si Adalind sabría el riesgo que estaba corriendo, debido a que el hechico los enlaza a los dos de modo inexplicable, a moodo de espejos.
La cuarta trama sigue a Adalind, encerrada entre ratas en la mazmorra del castillo de Viktor. Durante su encierro, alguien se comunica brevemente con ella, a través de pequeños agujeros. Finalmente el misterioso personaje llamado Hoffman, le enseña el modo de salir de su calabozo, encontrándose ambos. 
Una quinta trama trata la preocupación de Juliette y el sargento Wu, ante la crisis sufrida por Nick cuando dejó de ver. Wu es cada vez más insistente con Nick y Hank sobre la necesidad de hablar sobre las criaturas sobrenaturales, y está convencido de que Truble tiene que ver con ello.
En la última escena dos hombres sospechosos se detienen frente al negocio hierbas de Rosalee y se colocan unas máscaras antes de entrar.

## Elenco regular
- David Giuntoli como Nick Burkhardt.
- Russell Hornsby como Hank Griffin.
- Bitsie Tulloch como Juliette Silverton.
- Silas Weir Mitchell como Monroe.
- Sasha Roiz como el capitán Renard.
- Bree Turner como Rosalee Calvert.
- Claire Coffee como Adalind Schade.
- Reggie Lee como el sargento Wu.